# Shige Fujishiro

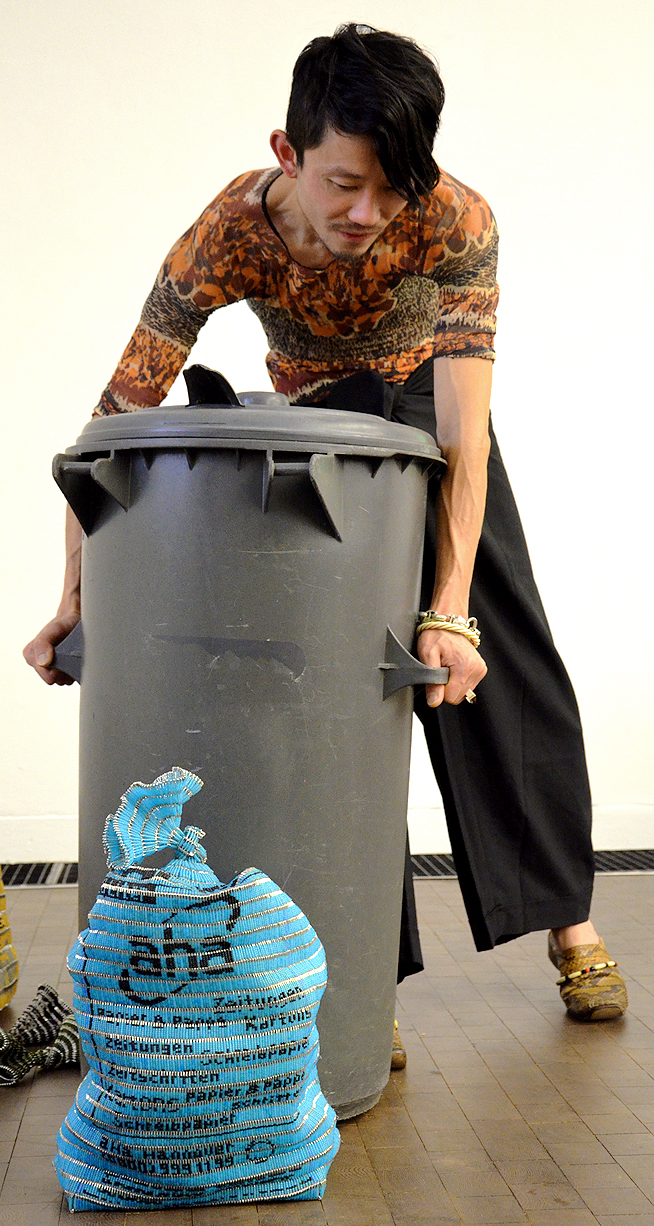
Der Künstler mit einer Mülltonne und einer aus japanischen Glasperlen und Büroklammern nachempfundenen Altpapier-Tüte vom aha Zweckverband Abfallwirtschaft Region Hannover;
Anfang 2015 in der Ausstellung PENvolution in der Städtischen Galerie KUBUS

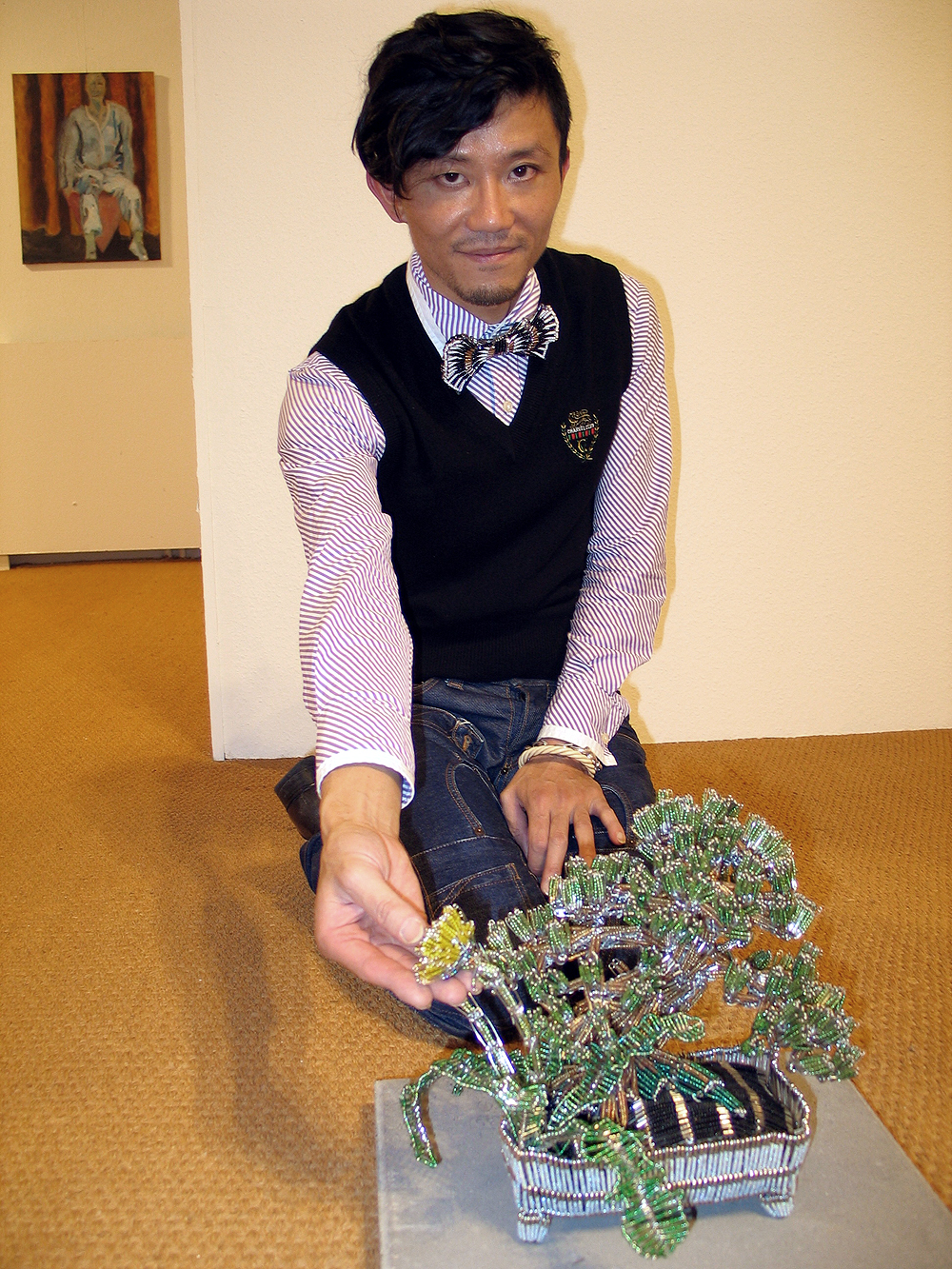
Shige Fujishiro auf der art-(f)-air 2012 in Hannover hinter seiner Arbeit Unkraut 10
(2011), 35 × 30 × 30 cm Sicherheitsnadeln, Draht, Glasperlen

Shige Fujishiro (* 1976 in der Präfektur Hiroshima) ist ein japanischer Foto- und Objektkunst-Performer.
Er lebt und arbeitet in Hannover und Hiroshima.

## Leben
Shige Fujishiro besuchte ab 1996 die Abteilung für Schöne Künste und Kunsttheorie der Städtischen Universität Hiroshima und promovierte 2002 unter den Professoren Kenji Ōi und Tatsuo Ebisawa.

## Ausstellungen (Auswahl)
Einzelausstellungen sind mit (E) gekennzeichnet:
- 2013: Ein Lächeln flog über Dein Gesicht, Eisfabrik, Hannover (E)
- 2014:
  - Projekt Chorprobe #1,  Artoll Kunstlabor e.V., Bedburg-Hau
  - Die Tragbare Ausstellung, GaDeWe Galerie, Bremen
  - Coburger Glaspreis 2014, Kunstsammlungen der Veste Coburg Europäisches Museum für Modernes Glas, Veste Coburg, Coburg
  - Neues aus hannoverschen Ateliers IV, EISFABRIK, Hannover
  - LICHT(e)WEGE, Weinbergterrassen, Kassel
  - zum "glück" die letzte, St. Theodor, Köln
  - konnektor #30  "zweite Heimat", konnektor, Hannover
  - Zwischen Himmel und Körper - weibliche Positionen der Performancekunst, Städtische Galerie KUBUS, Hannover[3]
  - MEDIATIONS BIENNALE PENvolution, Poznań
  - European Glass Festival animal planet, Wroclaw Main Station, Wrocław
- 2015: PENvolution, Städtische Galerie KUBUS, Hannover

## Auszeichnungen
- 2003: 8th Art Competition, Art of HIROSHIMA, Hiroshima City Museum of Contemporary Art, Hiroshima
- 2011:
  - Jutta-Cuny-Franz Förderpreise, Museum Kunstpalast, Düsseldorf
  - Publikumspreis (1. Platz), Große Kunstausstellung Halle (Saale) 2011, Kunsthalle Villa Kobe, Halle (Saale)
  - Best Box 2011 KUNSTBOX, Depot, Dortmund
- 2013:
  - Eisfabrik Kunstpreis 2013, EISFABRIK, Hannover
  - altonale15 Kunstpreis 2013, altona, Hamburg
- 2014: Coburger Glaspreis 2014, Sonderpreis der Alexander Tutsek-Stiftung, Coburg